# Весёлый (Калининградская область)
Весёлый — посёлок в Гвардейском городском округе Калининградской области России. До 2014 года входил в состав Озерковского сельского поселения.

## История
25 января 1945 года Линкенен был взят воинами 16-й гвардейской и 5-й стрелковых дивизий при поддержке частей 2-го гвардейского Тацинского танкового корпуса.
30 сентября 1947 года Линкенен был переименован в поселок Веселое, около 1993 года — в Весёлый.

## Население
| 2002 | 2010 |
| ---- | ---- |
| 18   | ↗19  |